# Quyền LGBT ở Albania
Quyền đồng tính nữ, đồng tính nam, song tính và chuyển giới ở Albania phải đối mặt với những thách thức pháp lý mà những người không phải là người LGBT gặp phải, một phần là do thiếu sự công nhận hợp pháp đối với các cặp đồng giới ở nước này, mặc dù người LGBT ở Albania được bảo vệ theo luật chống phân biệt đối xử toàn diện. Cả hai hoạt động tình dục đồng giới nam và nữ đều hợp pháp trong Albania từ năm 1995, nhưng hộ gia đình đứng đầu bởi các cặp đồng giới không đủ điều kiện để được bảo vệ pháp lý như nhau có sẵn cho các cặp đôi khác giới, với các cặp cùng giới không được công nhận ở nước này dưới mọi hình thức.
Nhìn chung, Albania được coi là khá bảo thủ, đặc biệt là trong các phản ứng công khai về quyền đồng tính nữ, đồng tính nam, song tính, chuyển giới (LGBT) và khả năng hiển thị của người LGBT; tuy nhiên, luật chống phân biệt đối xử đã khiến ILGA-Châu Âu coi Albania là một trong số rất ít quốc gia ở Châu Âu cấm rõ ràng sự phân biệt đối xử với lý do xác định giới tính. Albania đã phê chuẩn Nghị định thư số 12 cho Châu Âu Công ước bảo vệ quyền con người và các quyền tự do cơ bản, hơn nữa Albania là một bên ký kết Tuyên bố 2007 của Liên hợp quốc về định hướng tình dục và bản sắc giới.
Vào năm 2015, hiệp hội ILGA-Châu Âu đã xếp hạng Albania thứ 19 về quyền LGBT trong số 49 quốc gia châu Âu quan sát được.

## Luật về hoạt động tình dục đồng giới

### Đế quốc Ottoman
Năm 1858, Đế quốc Ottoman hợp pháp hóa quan hệ tình dục đồng giới.

### Thời đại Zogist
Năm 1937, Musa Juka, bộ trưởng bộ nội vụ quan tâm đến việc thực hành đồng tính luyến ái và muốn "thực hiện các biện pháp với tất cả các phương tiện có thể" chống lại thực tiễn của nó.

### Cộng hòa xã hội chủ nghĩa nhân dân Albania
Cộng hòa xã hội chủ nghĩa nhân dân Albania đã xử phạt quan hệ tình dục đồng giới với các án tù dài, bắt nạt và tẩy chay. Điều 137 của các tội chống lại đạo đức xã hội của Bộ luật hình sự đã tuyên bố rằng: "Pederasty có thể bị trừng phạt hoặc lên đến mười năm quyền tự do". Từ "pederasty" được sử dụng như một từ mã cho tình dục giữa hai người lớn đồng ý hoặc quan hệ tình dục giữa người lớn và trẻ em thuộc bất kỳ giới tính nào.

### Cộng hòa Albania
Albania đã hợp pháp hóa biểu hiện tình dục đồng thuận vào năm 1995. tuổi đồng ý đã bằng nhau ở 14 cho tất cả, bất kể giới tính và/hoặc xu hướng tình dục, kể từ năm 2001.
Vào mùa hè năm 1994, Chính phủ Albania đưa ra một dự thảo Bộ luật hình sự theo đó đồng tính luyến ái sẽ vẫn là bất hợp pháp, nhưng với mức án tối đa giảm xuống còn ba năm. Một chiến dịch của Hiệp hội Gay Albania ở Albania và áp lực quốc tế được dàn dựng bởi ILGA, trong đó Hội đồng Châu Âu đã đóng một vai trò quan trọng, dẫn đến việc rút dự thảo luật này.
Vào ngày 20 tháng 1 năm 1995, Quốc hội Albania đã hợp pháp hóa quan hệ tình dục đồng giới ở Albania. Điều 137 của Bộ luật hình sự cũ được ban hành theo xã hội chủ nghĩa Albania, do đó bắt buộc lên đến mười năm tù vì "đồng tính luyến ái", do đó đã bị loại bỏ hoàn toàn.

## Bảng tóm tắt
| Hoạt động tình dục đồng giới hợp pháp                                                                                       | (Từ năm 1995)                                                       |
| Độ tuổi đồng ý (14) | (Từ năm 2001)                                                       |
| Luật chống phân biệt đối xử trong việc làm                                                                                  | (Từ năm 2010)                                                       |
| Luật chống phân biệt đối xử trong việc cung cấp hàng hóa và dịch vụ                                                         | (Từ năm 2010)                                                       |
| Luật chống phân biệt đối xử trong tất cả các lĩnh vực khác (bao gồm phân biệt đối xử gián tiếp, ngôn từ kích động thù địch) | (Từ năm 2010)                                                       |
| Hôn nhân đồng giới | No                                                                  |
| Công nhận các cặp đồng giới                                                                                                 | No                                                                  |
| Nhận nuôi bởi những người LGBT độc thân                                                                                     | Yes                                                                 |
| Con nuôi của các cặp vợ chồng đồng giới                                                                                     | No                                                                  |
| Con nuôi chung của các cặp đồng giới                                                                                        | No                                                                  |
| LGBT được phép phục vụ công khai trong quân đội                                                                             | (Từ năm 2008)                                                       |
| Quyền thay đổi giới tính hợp pháp                                                                                           | No                                                                  |
| Truy cập IVF cho đồng tính nữ                                                                                               | No                                                                  |
| Liệu pháp chuyển đổi bị cấm ở trẻ vị thành niên                                                                             | (Từ năm 2020)                                                       |
| Mang thai hộ thương mại cho các cặp đồng tính nam                                                                           | (Bất hợp pháp cho tất cả các cặp vợ chồng bất kể xu hướng tình dục) |
| NQHN được phép hiến máu | [ 12 ]                                                              |